# گرافتک

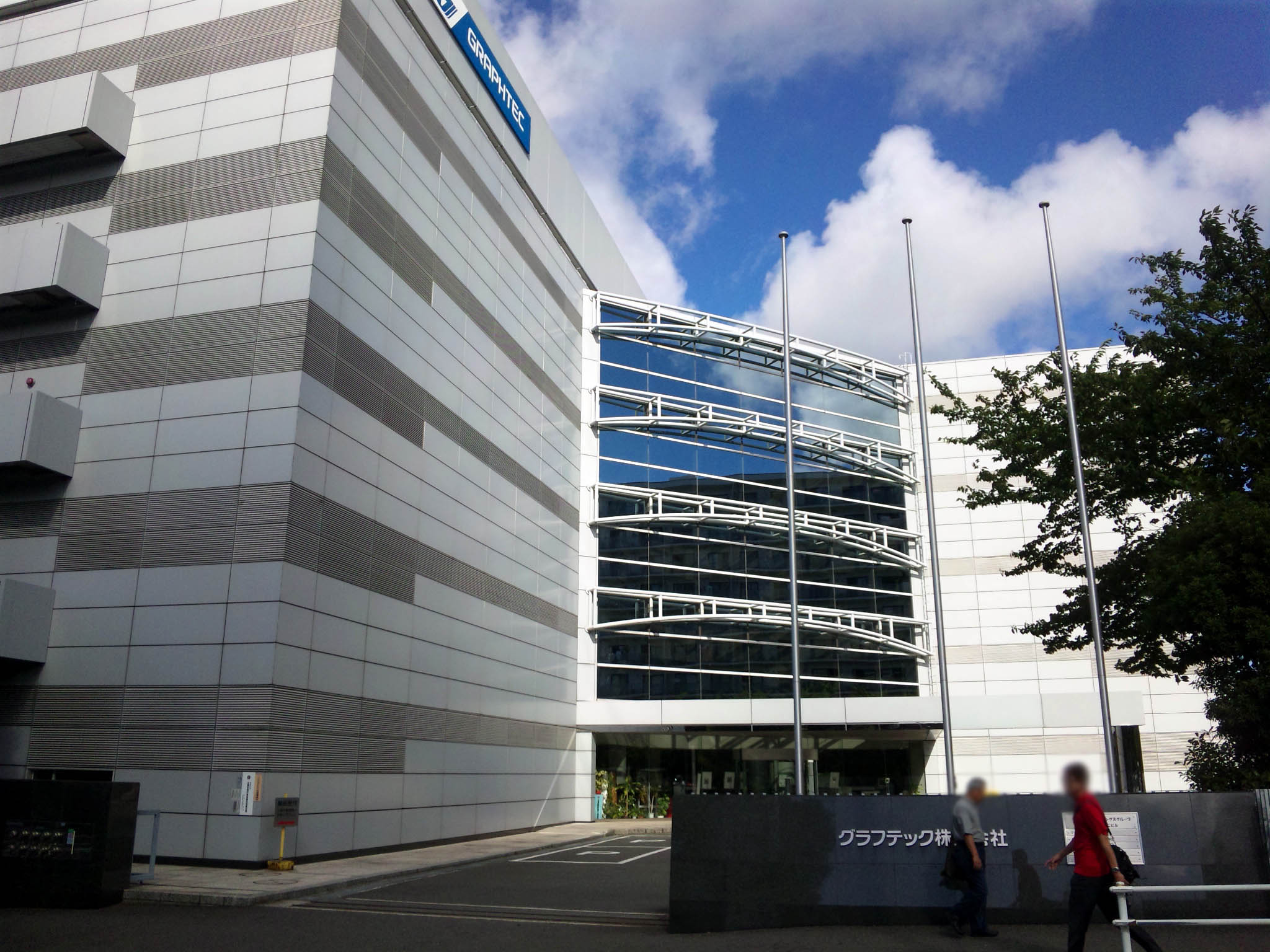
نمای بیرونی ساختمان شرکت

گرافتک (انگلیسی: Graphtec) شرکت سخت‌افزار ژاپنی است، که در سال ۱۹۴۹ تأسیس شد.